# El Nacimiento de Abajo
El Nacimiento de Abajo är en ort i Mexiko.   Den ligger i kommunen Arandas och delstaten Jalisco, i den centrala delen av landet, 400 km väster om huvudstaden Mexico City. El Nacimiento de Abajo ligger 2 081 meter över havet och antalet invånare är 295.
Terrängen runt El Nacimiento de Abajo är platt åt nordost, men åt sydväst är den kuperad. Runt El Nacimiento de Abajo är det ganska glesbefolkat, med 38 invånare per kvadratkilometer. Närmaste större samhälle är Arandas, 8,6 km nordväst om El Nacimiento de Abajo. I omgivningarna runt El Nacimiento de Abajo växer huvudsakligen savannskog.